# Padre Abraham
Pierre Kartner (Elst, 11 de abril de 1935 - Breda, 8 de noviembre de 2022), más conocido por su seudónimo Padre Abraham, fue un cantante, compositor y productor musical neerlandés. A lo largo de su vida compuso más de 1600 canciones, entre las cuales cabe destacar la sintonía de la serie de televisión de Los Pitufos y la canción Daar in dat kleine café aan de haven, una de las composiciones holandesas más versionadas de la historia.

## Biografía

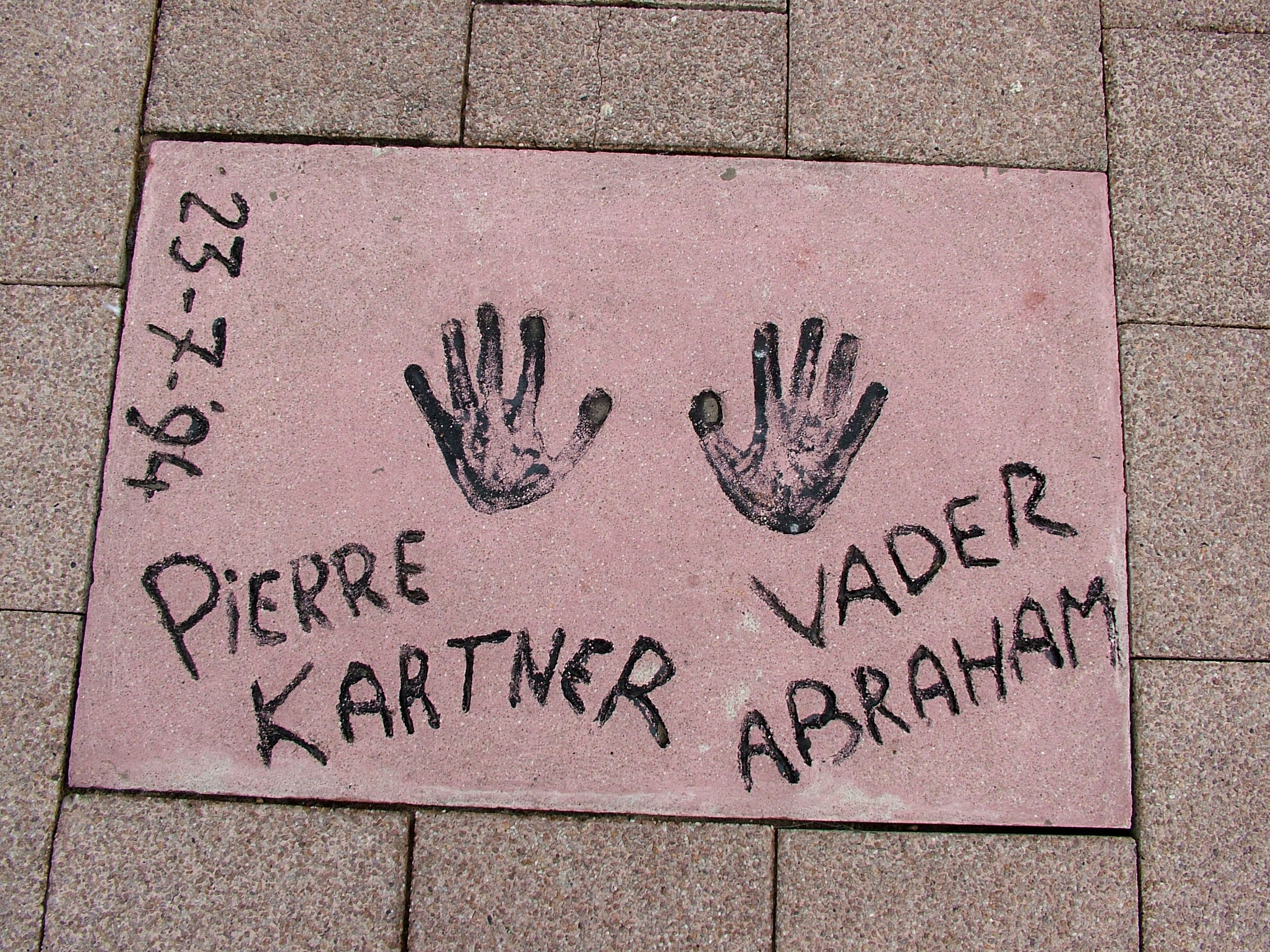
Firma de Pierre Kartner en el Paseo de la Fama de Róterdam.

Pierre Kartner nació en la estación de tren de Elst (Güeldres, Países Bajos) en 1935. Cuando solo tenía tres años sus padres se mudaron a Breda, donde ha vivido la mayor parte del tiempo. Interesado desde pequeño por la música, a los ocho años ganó su primer concurso de talentos. Durante un tiempo compaginó estudios autodidactas de piano y solfeo con una formación profesional en una escuela de pastelería.
En los años 1960 comenzó a trabajar como productor musical y compositor de schlager para la discográfica Dureco. En ese tiempo puso en marcha el grupo Duo X, junto con la cantante Annie de Reuver, y formó parte de la banda de Corry Konings. También ayudó a impulsar la carrera de artistas como Jacques Herb, Wilma Landkroon y Ben Cramer, para quien compuso numerosas canciones como De oude muzikant, su representación en el Festival de Eurovisión 1973.

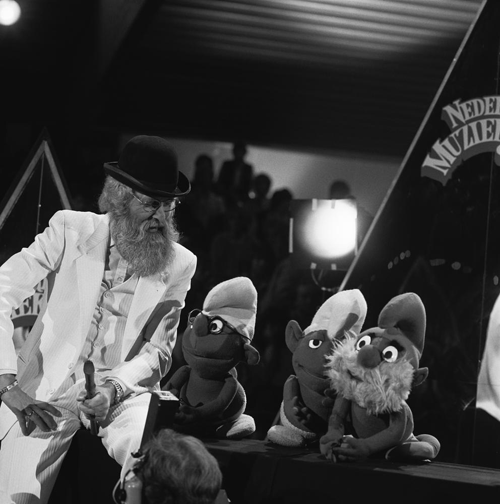
El Padre Abraham y Los Pitufos (1983).

En 1975 publicó su mayor éxito internacional, Daar in dat kleine café aan de haven («El pequeño café del puerto»), que ha sido reinterpretada por Mireille Mathieu, Engelbert Humperdinck, Demis Roussos, André Rieu y Joe Dassin entre otros artistas.
Kartner era más conocido como el «Padre Abraham», seudónimo que adoptó en los años 1970 tras componer la canción infantil Vader Abraham had zeven zonen («El padre Abraham tiene siete hijos»). Al principio, Kartner se disfrazaba con una barba postiza y un gorro negro, pero con el paso del tiempo se dejó crecer barba y la convirtió en un símbolo característico de su carrera. En 1977 compuso la canción de la película de dibujos Los Pitufos y la flauta mágica, basada en la melodía de Daar in dat kleine café, que se convirtió en un éxito de ventas y fue traducida a numerosos idiomas, entre ellos el español. Desde entonces el Padre Abraham se convirtió en el principal compositor de todas las canciones relacionadas con Los Pitufos. También fue el responsable de la sintonía internacional de Los Mumin.
Uno de los últimos trabajos de Kartner, ya consagrado en la escena nacional como un referente de la canción popular neerlandesa, fue la composición del tema de Países Bajos para el Festival de Eurovisión 2010. El tema resultante, Ik ben verliefd, Shalalie («Estoy enamorado, Shalalie»), fue defendido sobre el escenario por Sieneke Peeters y no pudo clasificarse para la final.
A lo largo de su vida recibió numerosos galardones de la industria discográfica, y fue condecorado con la Orden del León Neerlandés en 2000. Su última canción publicada data de 2019, tras lo cual se retiró de la música. Kartner falleció el 8 de noviembre de 2022, a los 87 años, y sus familiares hicieron público el óbito tres días después.